# Каггва, Аполло
Сэр Аполло Каггва (Кагва, Apollo Kaggwa; 1864—1927) — крупный интеллектуальный и политический деятель Уганды, когда та находилась под британским правлением. Лидер протестантской группировки, в 1889—1926 годах бывший премьер-министром (катикиро) Королевства Буганда, а в 1897—1914 годах — главным регентом при несовершеннолетнем короле (кабаке) Дауди Чва II. Считается первым этнографом Буганды, основоположником национальной историографии Уганды, а также первым угандийцем, писавшим и публиковавшим книги на языке луганда.

## Начало карьеры
Каггва родился в Буганде в семье вождя и воспитывался при дворе местного султана Мутесы I. Подобных ему способных молодых людей со всего королевства, которых европейские историки той эпохи называли пажами, отправляли во дворец для подготовки в качестве политических лидеров следующего поколения.
Каггва был таким учеником в королевском дворце Буганды, когда в 1870-х годах прибыли первые христианские миссионеры. Он стал одним из первых крещённых протестантскими миссионерами бугандийцев и мог даже стать одним из угандийских мучеников, когда несколько лет спустя король Мванга II рассорился с христианами. Сообщается, что он избежал казни, поскольку он уже показал себя исключительно способным помощником в казначействе.
С 1885 по 1887 год шла религиозная гражданская война, в которой за контроль над королевством боролись протестантские, католические и мусульманские фракции. Кагва, которому еще было двадцать, с самого начала был признан лидером англиканской группировки. Будучи умелым стрелком, он также самолично активно участвовал в боях. В начале войны вели мусульмане, так что Кагва и другие протестанты провели некоторое время в изгнании в соседнем королевстве Анколе.

## Премьер-министр

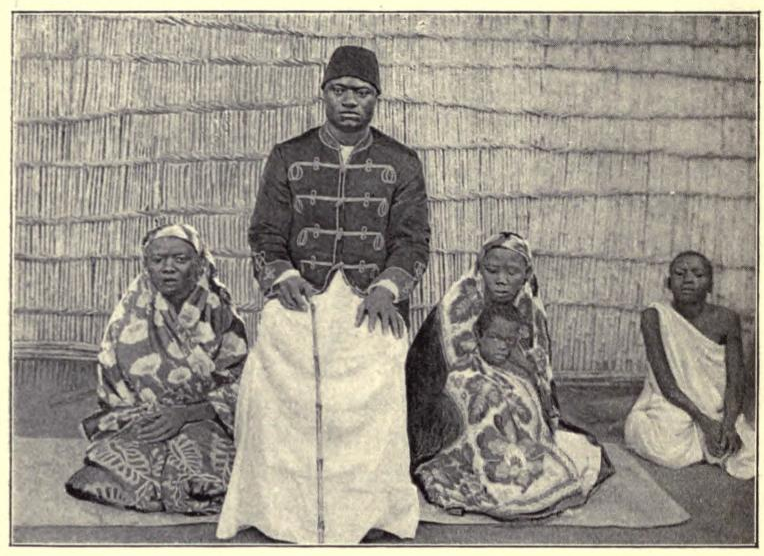
Катикиро Аполло Каггва в 1893 году

В 1890 году свергнутый король Мванга II был восстановлен на престоле при помощи протестантов, и Кагва был произведён в премьер-министры (Катиккиро). Король Мванга был вновь низложен в 1897 году, когда начал безуспешную борьбу против иностранного влияния и британского господства в частности. Королём (Кабака) был провозглашён малолетний принц Дауди Чва, а Каггва, с 1888 года выступавший лидером группировки высших вождей Буганды, сотрудничавших с колонизаторами, стал при нём главным из трёх регентов.
Кагва непосредственно способствовал установлению британского господства в Межозерье и созданию протектората Уганды: он был одним из участников переговоров по угандийскому соглашению, по которому Буганда стала британским протекторатом с ограниченной внутренней автономией.
Угандийское соглашение 1900 года укрепило власть в основном протестантских вождей-«бакунгу» во главе с Каггвой. Тот, в свою очередь, в сопровождении своего секретаря Хама Мукасы посещал Англию в 1902 году как гость на коронации короля Эдуарда VII. Лондон отправил всего несколько чиновников для управления страной, полагаясь в первую очередь на бакунгу. На протяжении десятилетий им отдавали предпочтение по ряду причин (как политических навыков и опыта сбора налогов, так и христианского вероисповедания и дружеских отношений с британцами).
Однако к 1920-м годам британские администраторы были более уверены в себе и меньше нуждались в военной или административной поддержке местных элит. Колониальные власти облагали высоким налогом производимые крестьянами культуры. Росло народное недовольство рядовых бугандийцев. В 1912 году Каггва предпринял шаги по укреплению власти «бакунгу» как своего рода потомственной аристократии. Обнаружив широкую общественную оппозицию, британские чиновники отказались от этой идеи, начав вместо этого некоторые реформы, делавшие «Лукико» более представительным собранием.
В 1918 году Каггва был удостоен звания почетного члена Ордена Британской империи за заслуги по сбору и организации местных сборов и местного корпуса обороны в Протекторате Уганды.
Каггва был решительным сторонником создания современного образования в Уганде. Он работал с британскими миссионерами над созданием школ-интернатов, в частности, Королевского колледжа Будо — в том числе для того, чтобы молодые дворяне не росли испорченными.
В 1926 году Каггва был уволен в отставку, так как пытался отстаивать внутреннюю автономию Буганды.

## Книги
Кагва является автором множества книг о Буганде, в том числе общей истории Bassekabaka ba Buganda, трактата о законах и обычаях Empisa z’Abaganda и сборника фольклора Engero z’Abaganda. Его история Буганды включала также краткие истории соседних королевств Буньоро и Анколе. Некоторые из его книг были переведены на английский язык.

## Семья
У него было 23 ребенка, в том числе Майкл Кавалья Кагва (катикиро Буганды в 1945—1950 годах).

## Произведения на английском
- Kagwa, Apolo. The customs of the Baganda (Columbia University Press, 1934).
- Kagwa, Apolo. Select Documents and Letters from the Collected Apolo Kagwa Papers at Makerere College Library (Makerere University College Library, Photographic Department, 1964).
- Kagwa, Apolo. The kings of Buganda (Nairobi: East African Publishing House, 1971).